# Quipu

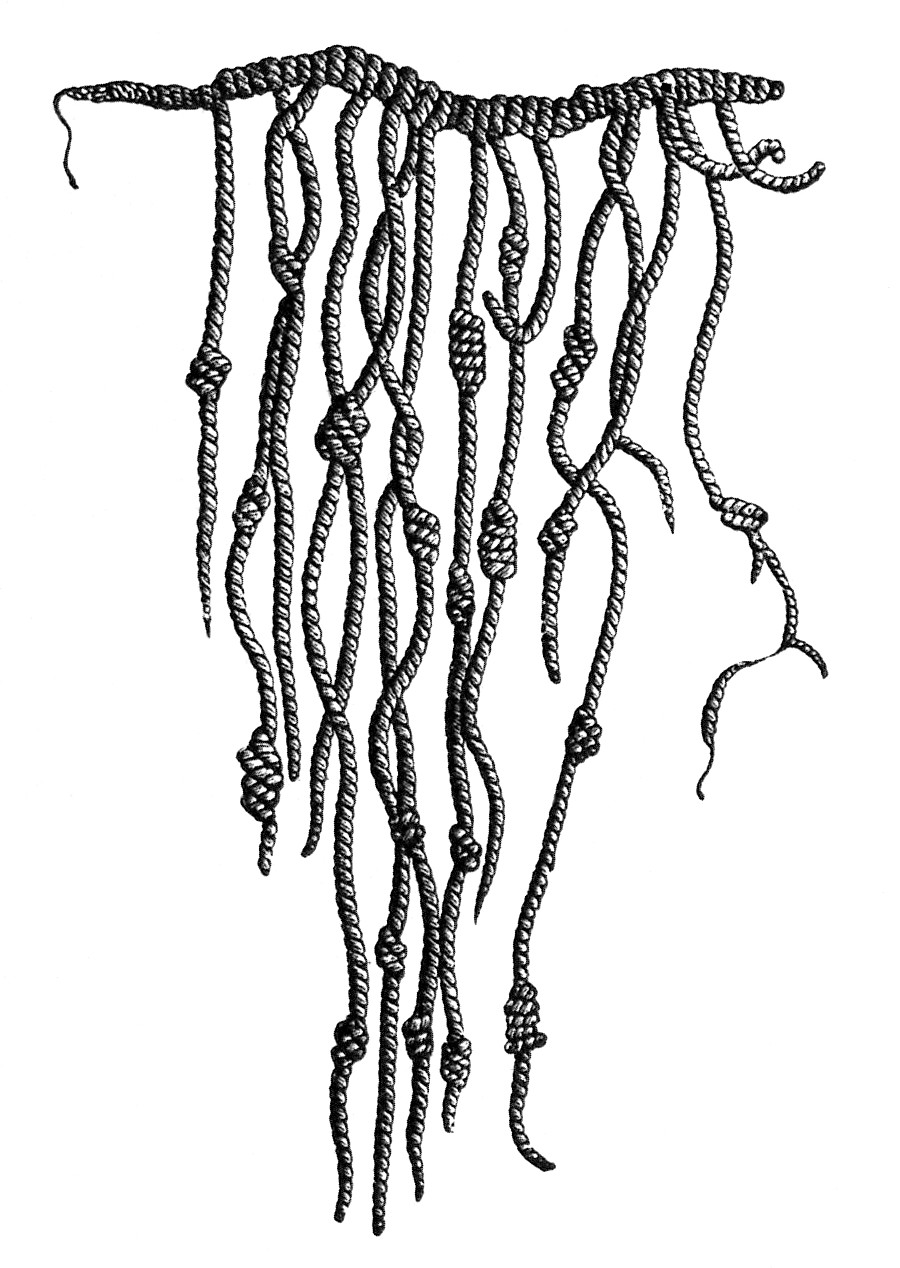
Teckning som föreställer en quipu

Quipu eller khipu var trådknippen som användes som informationsbärare i Inkariket och äldre kulturer i Anderna. En quipu består vanligen av färgad spunnen och flätad tråd av lama- eller alpackahår eller bomullssnören med numeriska och andra värden kodade med knutar i ett decimalsystem. 
Ordet quipu är upptaget i spanskan från khipu, ordet för knut i Cuscodialekten av quechua.